# Norbert Pallua
Norbert Pallua (Brunico, 21 gennaio 1952) è un chirurgo italiano.
È attualmente il Direttore del Dipartimento di chirurgia plastica, della mano e delle ustioni all'Ospedale universitario di Aquisgrana.
È un chirurgo noto per i suoi contributi alla chirurgia plastica, in particolare alla ricostruzione facciale di tipo "flap" (lembi di pelle), alla rigenerazione, ed alla riabilitazione a seguito di ustioni. Ha curato le ustioni facciali di Sergei Filin, attuale direttore del balletto del Teatro Bol'šoj.

## Vita privata e professionale
Dopo il diploma, ha studiato medicina ad Innsbruck ed a Vienna, ed in seguito a Bologna, dove ha conseguito la certificazione di trilinguismo. Ha iniziato a praticare chirurgia all'Ospedale universitario Rudolf Virchow a Berlino, per poi specializzarsi alla Scuola Superiore di Medicina di Hannover in chirurgia plastica, della mano e delle ustioni. Nel 1995 ha ricevuto la venia legendi, ovvero l'abilitazione all'insegnamento. Dal 1997 è professore di chirurgia plastica, della mano e delle ustioni all'Ospedale universitario di Aquisgrana.
Dal 2001 Pallua è il rappresentante della Germania nella commissione esecutiva dell'European Board of Plastic, Reconstructive and Aesthetic Surgery (EBOPRAS), nonché un esaminatore per l'European Board Examination. Rappresenta gli interessi della chirurgia plastica in molti convegni nazionali ed internazionali. Tra gli altri ruoli, è stato nel 2009 vicepresidente dell'Associazione tedesca per la chirurgia plastica, ricostruttiva ed estetica (DGPRÄC), è il rappresentante dell'Europa Centrale alla Confederazione internazionale dei chirurghi plastici, ricostruttivi ed estetici (IPRAS) e dal 2001 è il rappresentante della Germania all'Unione Europea dei Medici Specialistici (UEMS).

## Attività chiave
È specializzato nella chirurgia ricostruttiva dell'area della testa e del collo; ha studiato dei metodi che permettono di ripristinare il volto a seguito di interventi ed incidenti, sia dal punto di vista estetico che da quello funzionale. Ha inoltre sviluppato tecniche di mastopessia con risultati molto stabili anche nel lungo termine. È un pioniere nel campo del lipofilling. La sua ricerca è mirata all'ingegneria tissutale, principalmente del tessuto adiposo e dell'area nervosa. Coopera con varie università internazionali, partecipando a vari progetti scientifici.

## Onorificenze
- 2003: Professore Onorario e Direttore della Clinica Chirurgica dell'Ospedale di Medicina Tradizionale Cinese di Nanchino, Cina
- 2005: Direttore Onorario permanente della Clinica di Chirurgia Plastica a Yixing, Cina
- 2008: Professore Onorario dell'Associazione Rumena di Chirurgia Plastica
- 2012: Esperto straniero del Nucleo di Valutazione Università Italiane del Ministero Italiano dell'Università e della Ricerca

## Presidenze nei congressi
- 2006: Presidente del Congresso annuale della DGPRÄC ad Aquisgrana
- 2007: Presidente del Congresso Scientifico Mondiale IPRAS a Berlino
- 2009: Presidente del Congresso di Primavera del VDÄPC e il congresso annuale di EASAPS ad Aquisgrana
- 2009: Organizzatore del Corso Europeo di Chirurgia Plastica, Ricostruttiva ed Estetica ad Aquisgrana
- 2010: Co-Presidente del primo Congresso Cinese-Tedesco di Chirurgia Plastica a Shanghai
- 2011: Co-Presidente del primo Congresso Cinese-Europeo di Chirurgia Plastica a Pechino